# Antonio Savonarola
Antonio Savonarola (Padova, 1200 circa – ...) è stato un condottiero italiano.

## Biografia
Fu condottiero dei padovani contro la tirannia di Ezzelino III da Romano, sconfiggendolo nel 1256 nella battaglia di Arlesega (località del comune di Mestrino tra Padova e Vicenza).
In memoria di questo avvenimento, l'antica porta cittadina sulla via per Vicenza, rifatta nel 1530 da Giovanni Maria Falconetto, si chiama con il suo nome.
A lui è dedicata una delle statue di Prato della Valle a Padova, opera di Natale Sanavio.